# Wierchniaja Kiczuga
Wierchniaja Kiczuga (ros. Верхняя Кичуга) – wieś w Rosji, w rejonie wielikoustidzkim obwodu wołogodzkiego. W 2010 r. liczyła 62 mieszkańców.